# William Perry

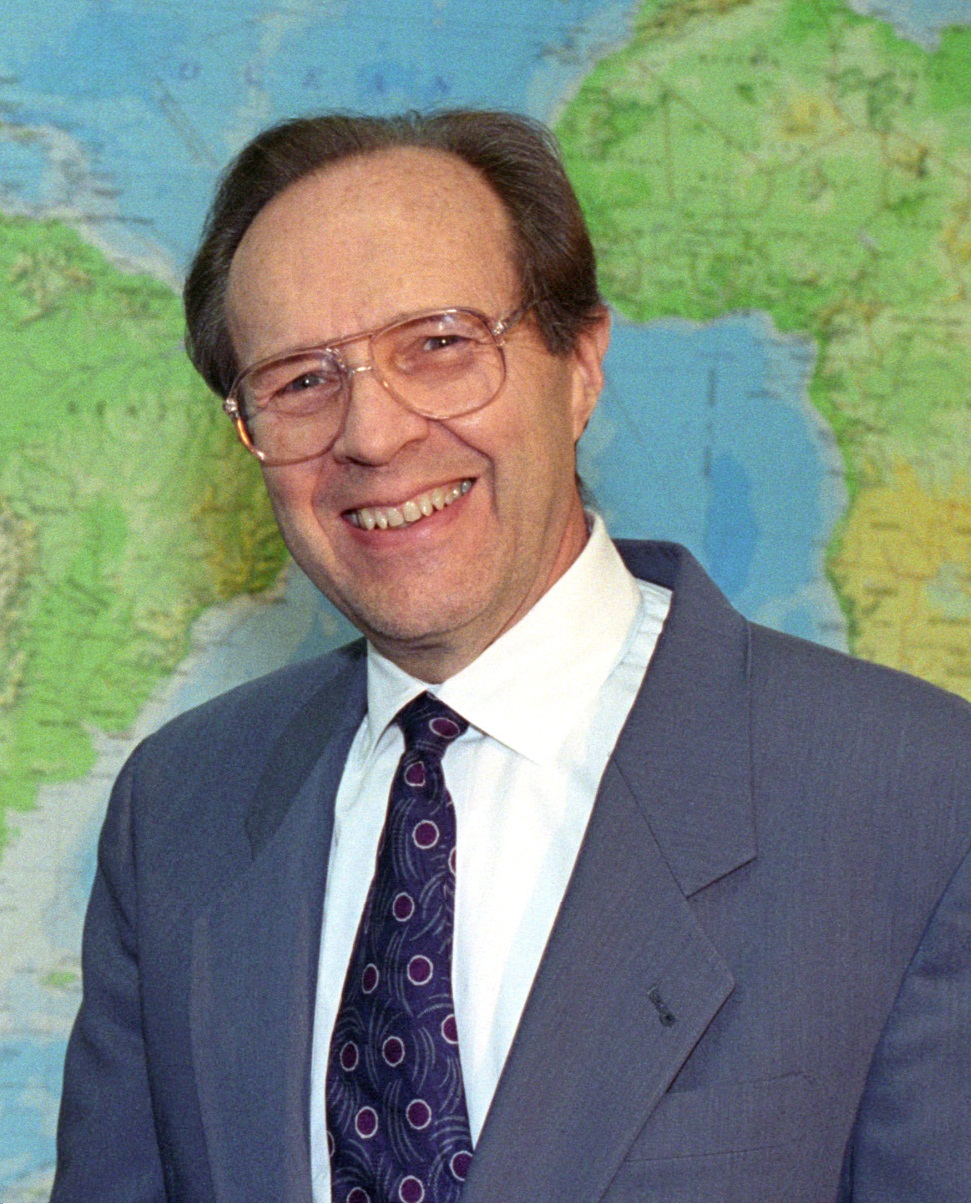
William Perry (1993)

William James Perry (* 11. Oktober 1927 in Vandergrift, Westmoreland County, Pennsylvania) ist ein ehemaliger US-amerikanischer Politiker (Demokratische Partei), der dem Kabinett von Präsident Bill Clinton vom 3. Februar 1994 bis zum 23. Januar 1997 als Verteidigungsminister angehörte. Zuvor war er von 1993 bis 1994 stellvertretender Verteidigungsminister.

## Leben
Perry graduierte 1945 an der Butler High School, schloss 1949 sein Studium an der Carnegie Mellon University mit Bachelor und 1950 mit dem Master-Examen an der Stanford University ab, promovierte 1957 in Mathematik an der Pennsylvania State University und wurde von 1954 bis 1964 Direktor der Defense Laboratories of Sylvania/GTE in Kalifornien. Von 1964 bis 1977 war er Präsident von ESL Inc., einer Elektronikfirma, die unter seiner Mithilfe gegründet wurde. Während der Präsidentschaft von Jimmy Carter von 1977 bis 1981 fungierte Perry als Staatssekretär für Verteidigungsforschung und -entwicklung (Under Secretary of Defense Research and Engineering), wobei er für die Beschaffung, Forschung und Entwicklung von Waffensystemen verantwortlich war. Neben anderen Leistungen war er maßgeblich beteiligt an der Entwicklung der Stealth-Flugzeugs- und Schiffstechnologie. Während seiner Zeit wurden von den Skunk Works die Lockheed F-117 und die Sea Shadow  (IX-529) geplant.
Nachdem er das Verteidigungsministerium der Vereinigten Staaten 1981 verlassen hatte, wurde Perry bis 1985 Managing Director von Hambrecht & Quist, einer Investmentbank in San Francisco, die auf die Finanzierung von High-Tech-Firmen spezialisiert ist. 1989 wurde er in die American Academy of Arts and Sciences gewählt. Ende der 1980er Jahre bis 1993, bevor er ins Pentagon als stellvertretender Verteidigungsminister zurückkehrte, war er Vorsitzender der Technology Strategies Alliances, Professor in der Ingenieursschule an der Stanford University und Kodirektor des Center for International Security and Cooperation in Stanford.

## Verteidigungsminister

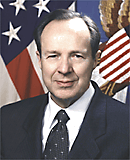
Porträtfoto von William Perry während seiner Zeit als Verteidigungsminister

### Wahl und Ziele
Die Wahl Perrys wurde im Pentagon, im Kongress und der Rüstungsindustrie gut angenommen und der US-Senat bestätigte seine Nominierung sehr schnell. Am 3. Februar 1994 wurde Perry vereidigt. Bei der Anhörung zu seiner Bestätigung führte er sechs wichtige Verantwortlichkeiten des Verteidigungsministers an:
- Übersicht über die Leitung militärischer Operation,
- die Sicherstellung der Kampfbereitschaft der Streitkräfte,
- ein Schlüsselmitglied im Nationalen Sicherheitsteam des Präsidenten zu sein,
- die Vorbereitung des jährlichen Verteidigungsbudgets,
- verantwortlich zu sein für die militärische Strategie,
- die Verteidigungsressourcen zu managen.

Kurz nach der Amtsübernahme führte Perry spezielle Gründe an, weshalb er seine Zusage gab, Verteidigungsminister zu werden:
- daran arbeiten, die nukleare Bedrohung der USA zu beenden und die Rückkehr zum Kalten Krieg zu verhindern,
- den Präsidenten zu beraten, wie und wann militärische Gewalt einzusetzen oder abzulehnen ist,
- die Reduzierung der Streitkräfte in der Nach-Kalter-Krieg-Ära zu managen.

Perry trat sein Amt an mit breiter Erfahrung bezüglich nationaler Sicherheit, sowohl in der Industrie, als auch in der Regierung und mit dem Verständnis für die Herausforderungen, vor denen er stand. Als praktisch veranlagter Manager achtete er sowohl auf interne Abläufe im Pentagon, als auch zu Fragen der internationalen Sicherheit. Er arbeitete eng mit seinen beiden Stellvertretern (John M. Deutch 1994 bis 1995 und John P. White 1995 bis 1997) zusammen und traf sich regelmäßig mit den Nachrichtendienstbüros, um sie auf dem Laufenden zu halten und ihren Rat zu Fragen zu suchen. Er beschrieb seinen Managementstil als „management by walking around“ (Führung durch Herumwandern).
Perry übernahm „Präventivverteidigung“ als seine Richtschnur in der Politik Nationaler Sicherheit in der Nach-Kalter-Krieg-Welt. Während des Kalten Kriegs hatten die USA eher auf Abschreckung, denn auf Verhütung als Zentralprinzip ihrer Sicherheitspolitik vertraut. Perry stellte drei grundlegende Grundsätze einer Präventivstrategie heraus:
- Verhindere wachsende Bedrohung;
- hindere jene, die aktuell wachsen und falls Vorsorge und Abschreckung versagen;
- bekämpfe die Bedrohung mit militärischer Gewalt.

In der Praxis vertraute diese Strategie auf Bedrohungsreduktionsprogramme (Reduzierung der Nuklearkomplexe der früheren Sowjetunion), Antiproliferationsanstrengungen, die NATO-Partnerschaft für den Frieden und die Ausweitung der Allianz sowie die Aufrechterhaltung militärischer Macht und die Kampfbereitschaft von Waffensystemen, falls nötig. Um diese Strategie auszuführen, sah Perry es für absolut notwendig an, eine moderne, kampfbereite Streitmacht zu schaffen, die fähig ist, zwei bedeutende regionale Kriege zur selben Zeit zu führen.

### Verteidigungsbudget
Wie für alle Verteidigungsminister war die Erarbeitung des Verteidigungshaushalts und diesen durch den Kongress zu bringen eine seiner wichtigsten Pflichten. Das Problem, wie mit einer geplanten großen Reduzierung des Verteidigungshaushalts für die Periode 1995 bis 2000 umzugehen, eine Frage, die seinen Amtsvorgänger Les Aspin schwächte und zu seinem Rücktritt beitrug, bestand auch bei Perrys Amtsantritt fort. Unmittelbar nach der Präsentation seiner 1995er Haushaltsanforderung, die er als „Nach-Kalter-Krieg-Haushalt“ bezeichnete, erklärte Perry, dass der Verteidigungshaushalt einige weitere Jahre der Schrumpfung und seine Infrastruktur ebenfalls einer Rationalisierung bedürfe. Seine Planung behielte eine kampfbereite Streitmacht, gestalte das Modernisierungsprogramm um (inkl. einem starken Forschungs- und Entwicklungsprogramm), initiiere ein Programm zur Verbesserung des Geschäftsablaufs (Reform der Beschaffung) und reinvestiere Verteidigungsdollars in die Wirtschaft, sagte er.
Perry beantragte für das Haushaltsjahr 1995 252,2 Mrd. US$, inkl. Finanzierung zahlreicher Waffensysteme, wie einem neuen Flugzeugträger, drei neue Kreuzer und sechs C-17 Transportflugzeuge. Der Haushalt plante einen weiteren Einschnitt von 85.500 in aktivem Militärpersonal, was eine Streitmacht von 1,52 Mio. Personen entsprach. Letztlich bewilligte der Kongress Verpflichtungsermächtigungen (Genehmigung des Parlaments an die Exekutive, für bewilligte Projekte Haushaltsverpflichtungen bis maximal zur durch das Parlament festgelegten Grenze über mehrere Jahre einzugehen) in einer Gesamthöhe von 253,9 Mrd. US$, 2 Mrd. US$ mehr als im Haushaltsjahr 1994, aber eine 1,2-prozentige Reduzierung gegenüber der realen Größe. Wegen der Inflationsrate wuchs der Haushalt insgesamt stärker als der Verteidigungshaushalt, sodass dessen relativer Anteil am Gesamthaushalt sank.
Im Februar 1995 beantragte Perry 246 Mrd. US$ für das Verteidigungsministerium für das Haushaltsjahr 1996. Dieser Vorschlag wurde in die Kontroverse der Republikaner 1995 über ihren „Vertrag mit Amerika“, ihren Anstrengungen, mehr für die Verteidigung auszugeben als die Regierung beantragte und dem fortgesetzten Bedürfnis nach Defizitreduzierung verwickelt. Perry warnte den Kongress im September vor der Möglichkeit, dass Präsident Clinton sein Veto gegen den Verteidigungshaushalt 1996 einlegen könnte, weil der Kongress sieben Milliarden US-Dollar in den Allgemeinkosten hinzugefügt hatte, hauptsächlich für Waffensysteme, die das Verteidigungsministerium nicht wollte und wegen der Restriktionen bezüglich Eventualoperationen, die der Kongress in die Rechnung eingebaut hatte. Drei Monate später empfahl er dem Präsidenten, sein Veto gegen den Haushalt einzulegen. Als der Kongress und die Regierung letztlich ihren Haushaltskompromiss Mitte des Haushaltsjahrs 1996 erzielten, erhielt das Verteidigungsministerium Verpflichtungsermächtigungen in einem Gesamtumfang von 254,4 Milliarden US-Dollar, geringfügig mehr als im Haushaltsjahr 1995, aber bezogen auf das reale Wachstum ein zweiprozentiger Einschnitt.
Die Frage eines nationalen Raketenabwehrsystems stellte sich erwartungsgemäß als entscheidender Punkt in den Haushaltsberatungen heraus. Les Aspin hatte das Strategic Defense Initiative (SDI) Programm für beendet erklärt, aber langjährige Unterstützer sowohl innerhalb als auch außerhalb des Kongresses forderten eine Wiederauferstehung, insbesondere wenn der Verteidigungshaushalt zur Sprache kam. Perry wies Forderungen nach einer Rückkehr von SDI zurück, damit argumentierend, dass das Geld besser angelegt sei für eine Schlachtfeldantiraketenverteidigung und Truppenmodernisierung, dass die Vereinigten Staaten gegenwärtig keiner realen Bedrohung gegenüber stünden und das, falls das System gebaut und aufgestellt würde, es die strategischen Waffenbegrenzungsverträge mit den Russen in Gefahr bringen würde. Der Verteidigungsminister war bereit, Entwicklungsarbeit zu einem nationalen System zu finanzieren, sodass falls erforderlich, die USA es in drei Jahren bauen und aufstellen könnten. Präsident Clinton unterzeichnete den Verteidigungshaushalt 1996 Anfang 1996 erst, nachdem der Kongress zugestimmt hatte, die Finanzierung des nationalen Raketenabwehrsystems einzustellen.
Kurz bevor er die Haushaltsplanung 1997 im März 1996 vorstellte, warnte Perry, dass die USA ihre Strategie zur Vorbereitung auf zwei größere regionale Konflikte aufgeben könnten, falls die Streitkräfte weitere Reduzierungen erleiden müssten. Sein Fünfjahresmodernisierungsplan, den Perry im März 1996 vorstellte, reflektierte diese grundlegenden Prämissen, dass das Verteidigungsbudget im Haushaltsjahr 1997 nicht reduziert werde und danach wachse, dass das Verteidigungsministerium signifikante Ersparnisse durch Einschnitte in die Infrastruktur hauptsächlich durch Schließungen realisiert werde und dass die Ersparnisse durch outsourcing vieler Aktivitäten und einer Reform des Beschaffungswesens erzielt würden.
Für das Haushaltsjahr 1997 beantragte die Clinton-Regierung für das Verteidigungsministerium eine Bereitstellung von 242,6 Mrd. US$, 6 % weniger als im inflationsbereinigten Haushalt 1996. Der Budgetentwurf verzögerte die Modernisierung für ein weiteres Jahr, obwohl die Regierung früher eine Steigerung der Mittel für neue Waffen und Ausrüstung im Haushaltsjahr 1997 angekündigt hatte. Der Haushaltsentwurf schloss steigende Mittel für militärische Eventualoperationen ein, die in der zurückliegenden Jahren mit Nachtragshaushalten finanziert worden waren. Moderates reales Wachstum des Verteidigungsetats würden nicht vor dem Fiskaljahr 2000 in der Sechsjahreshochrechnung des Verteidigungshaushalts beginnen. Der Beschaffungshaushalt würde in dieser Zeitspanne von 38,9 Mrd. US$ für 1997 auf 60,1 Mrd. US$ im Haushaltsjahr 2001 steigen. Für 1997 bewilligte der Kongress dann Gesamtverpflichtungsermächtigungen bis zu 244 Mrd. US$, in denen Haushaltstitel für Waffensysteme steckten, die die Regierung Clinton nicht wollte.
Obwohl er nicht gedacht hatte, dass es so früh gelingen könne, glaubte Perry am Ende seiner Amtszeit Anfang 1997 die US-Streitkräfte mit einem ausgeglichenen Haushalt modernisieren zu können. Perry argumentierte, das gegenwärtige Niveau der Streitkräfte von knapp unter 1,5 Mio. Köpfen sei das benötigte Minimum, damit die USA ihre globale Rolle erhalten könnten. Weitere Haushaltsreduzierungen nach 1997 würden Schnitte in die Struktur der Streitkräfte erfordern und es für die USA unmöglich machen, ihre globale Macht zu behalten.

### Rationalisierung der Militärinfrastruktur
Perry wandte viel Zeit zur Restrukturierung der Militärbeschaffungspolitik und -prozeduren auf, wobei er Maßnahmen zur Beschaffungsreform weiterverfolgte, die er als Stellvertretender Verteidigungsminister begonnen hatte. Im Juni 1994 unterzeichnete der Verteidigungsminister eine Direktive, die den Streitkräften befahl, Produkte und Komponenten wenn immer möglich als Commercial off-the-shelf zu kaufen, was eine durchgreifende Abkehr der traditionellen „Milspec“ – über 30.000 Militärspezifikationen und -standards, die die Kosten aufblähten – bedeutete.
Im März 1996 bestätigte Perry eine neue, umfassende Beschaffungspolitik des Verteidigungsministeriums, die Handelspraktiken und -produkte betonte. Programmmanager und andere Beschaffungsverantwortliche würden die Macht haben, ihr professionelles Urteil im Einkauf einzusetzen. Der Plan strich mehr als 30 separate Beschaffungspolitikmemoranden und Berichtsformate und ersetzte bestehende Dokumente durch neue, die um 90 % kürzer sind. Perry betrachtete diese Reformen als eine seiner wichtigsten Leistungen und sah Ersparnisse, die durch die neuen Praktiken generiert wurden als Teil des Schlüssels zur adäquaten Finanzierung des Militärs in der Ära kontinuierlich knapper Haushalte. In einer weiteren Anstrengung, Geld zu sparen nahm Perry Zuflucht zur Schließung und Neuordnung von Standorten. Im Mai 1994 kündigten er und General John Shalikashvili, Vorsitzender der Vereinigten Stabschefs, an, dass die Verteidigung, wie durch Gesetz vorgeschrieben, vorangehe mit einer Runde von Standortschließungen 1995. Die Verteidigung würde die wirtschaftlichen Auswirkungen in den betroffenen Kommunen in Betracht ziehen und die Kapazität, um die geschlossenen Einrichtungen zu managen.
Im März 1995 veröffentlichte Perry den Plan der Standortverlagerungen und -schließungen des Verteidigungsministeriums (BRAC), der 146 Einzelmaßnahmen vorsah. Er schätzte, dass die Implementierung von BRAC 95 einmalige Kosten von 3,8 Mrd. US$ und Nettoersparnisse von 4 Mrd. US$ innerhalb einer sechsjährigen Zeitraums ergeben würde.

### Auswärtige Beziehungen
Zur Zeit seiner Berufung wurde nicht erwartet, dass Perry sich selbst aggressiv in die Außenpolitik einschalten werde. Diesen Eindruck strafte er Lügen. Wenige Tage nach seiner Amtseinführung verließ er Washington, D.C. zu seiner ersten Auslandsreise, um mit den europäischen Verteidigungsministern zu konferieren. Im April 1994 stellte der Economist in einem Artikel mit dem Titel „Perrypatetic“ fest: „Der Mann, der anfängt sich anzuhören wie ein Außenminister ist tatsächlich der Verteidigungsminister William Perry… Plötzlich taucht er in der Öffentlichkeit überall auf und mischt sich in das Strategiegeschäft in starker Weise ein.“ Tatsächlich reiste Perry in seiner dreijährigen Amtszeit mehr als jeder vorangegangene Minister. Im Gegensatz zu den meisten seiner Vorgänger schenkte Perry den anderen Nationen in den Amerikas Aufmerksamkeit, war Gastgeber der ersten Konferenz der Verteidigungsminister der Amerikas in Williamsburg, Virginia 1995 und war auf der zweiten Konferenz 1996 in Argentinien anwesend. Seine ausgedehnten Reisen trafen seinen direkten Stil. Bei seinen Reisen betonte er persönlichen Kontakt mit oberen und niederen Dienstgraden der Streitkräfte. Seine häufigen Reisen spiegelten die Anforderungen einer großen Zahl von Auslandskrisen, die während dieser Zeit auftauchten, inklusive verschiedener, die die Entsendung der US-Streitkräfte erforderte.

#### NATO
Perry unterstützte die NATO nachdrücklich. Er machte bedeutende Anstrengungen, um seine Partnerschaft für den Frieden-Programme voranzubringen, in der die Regierung Clinton einen Weg sah, die NATO mit den neuen Osteuropäischen Demokratien, inklusive Russland zu verbinden und als ein Kompromiss zwischen den Wünschen vieler in den osteuropäischen Ländern, volle Natomitglieder zu werden und Russlands entschlossenem Widerstand hierzu. Jede Nation konnte dem Partnerschaft-für-Frieden-Programm unter eigenen Vereinbarungen mit der NATO beitreten und viele machten genau dies, was sie befähigte, am gemeinsamen Training der NATO und ihrer Militärübungen teilzunehmen, ohne formell Mitglied der Allianz zu sein. Perry konferierte mehrmals mit Russlands Verteidigungsminister Pawel Gratschow, um Russland seine Bedenken darüber zu nehmen und seine Mitgliedschaft bei der Partnerschaft für den Frieden zu sichern. Das Thema blieb herausragend, als Perry das Amt Anfang 1997 verließ und die NATO provisorische Pläne entwickelte, einige wenige ehemalige Warschauer-Pakt-Mitglieder im Sommer 1997 aufzunehmen.

#### Russland
Obwohl er erkannte, dass die Reformbewegung in Russland möglicherweise nicht erfolgreich sein werde, tat Perry alles um die Beziehungen zu Moskau zu verbessern. Er betonte die Notwendigkeit für kontinuierliche Militärkooperation mit und Hilfe für die Staaten der früheren Sowjetunion (Gemeinschaft Unabhängiger Staaten, GUS) um die Zerstörung der Nuklearwaffen zu fördern. Er setzte den Cooperative Threat Reduction Act of 1992 (das Nunn-Lugar-Programm), der Haushaltsmittel für die Demontage von Nuklearwaffen in Russland, Ukraine, Belarus und Kasachstan zur Verfügung stellte, um die nukleare Bedrohung zu vermindern. Er drängte den Kongress, das Programm zur Reduzierung der Bedrohung fortzusetzen, es gegen Behauptungen verteidigend, dass es in Wirklichkeit ausländische Hilfe für Russlands Militär sei. Als Perry im Juni 1996 in die Ukraine reiste, um die vollständige Übergabe nuklearer Sprengköpfe an Russland beizuwohnen, waren die einzigen früheren sowjetischen Raketen außerhalb Russlands in Belarus. Perry bezeugte für die USA die Ratifizierung des START-II-Vertrags, die auf amerikanischer Seite 1996 vollendet wurde. Im Oktober 1996 sprach er bei einer Sitzung der russischen Duma in Moskau, wobei er die Mitglieder zur Ratifizierung des Vertrages drängte.

#### Asien
Perry bemühte sich in Asien, wie Verteidigungsminister Caspar Weinberger ein Jahrzehnt zuvor, die Beziehungen sowohl zur Volksrepublik China als auch zu Japan zu verbessern. Er war der erste Verteidigungsminister der USA, der China nach dem Massaker auf dem Tian’anmen-Platz 1989 besuchte, als die Behörden der Volksrepublik die Demokratiebewegung gewaltsam beendeten. Obwohl er die langjährigen Probleme, wie die Waffenverkäufe der Volksrepublik und ihre Menschenrechtspolitik, nicht ignorierte, glaubte er dennoch, dass die USA und die Volksrepublik China militärisch kooperieren sollten. Er erreichte einen gewissen Fortschritt, obwohl die USA zwei Flugzeugträgerverbände in das ostchinesische Meer entsandten, als die Chinesen Taiwan kurz vor den Präsidentschaftswahlen im März 1996 mit einer Drohgebärde eines ausgedehnten Marinemanöver bedrohten.
Als 1995 drei auf Okinawa stationierte US-Soldaten ein junges japanisches Mädchen vergewaltigten, führte dies in Japan zu Forderungen nach Verringerung amerikanischer Truppenpräsenz auf der Insel. Ende 1996 stimmten die USA zu, 20 % der genutzten Fläche auf Okinawa aufzugeben und einige Militäreinrichtungen inklusive Futenma Marine Corps Air Station aufzugeben. Die Japaner stimmten zu, dass 28.000 US-Truppen auf Okinawa stationiert blieben.

#### Bosnienkrieg
Die international gefährlichste Krise lag in Bosnien. Als Perry im Februar 1994 sein Amt antrat, belagerten die bosnischen Serben die Hauptstadt Sarajevo, waren jedoch angesichts des UN-Ultimatums und der Warnung vor Luftangriffen dazu gezwungen, sich zurückzuziehen. Kurz darauf drohten sie die muslimische Stadt Goražde in Ostbosnien zu überrennen. Anfangs schloss Perry US-Militäreinsätze aus, aber im April 1994 nahmen US-Kampfflugzeuge an den UN-Luftangriffen bei Goražde teil, die die bosnischen Serben zum Rückzug veranlassten.
In einer wichtigen Erklärung zu Bosnien im Juni 1994 versuchte Perry die US-Politik zu erläutern, worin er erklärte, dass der Konflikt die nationalen humanitären und anderen US-Interessen störe, nicht jedoch die überragenden Interessen. Um die Ausbreitung der Gewalt in Bosnien zu begrenzen, entschied sich die USA, die NATO-Luftwaffe zur Beendigung des Bombardements bosnischer Städte einzusetzen, gab UN-Truppen Luftunterstützung und führte humanitäre Missionen aus. Perry und das Weiße Haus widerstanden dem Druck des Kongresses, das Waffenembargo aufzuheben, das von der UN früher über alle Seiten im Bosnienkonflikt verhängt wurde. In den Jahren 1994/95 verlangten einige Senatoren, inklusive des Republikaners Bob Dole wollten das Embargo gegen die bosnischen Moslems aufgehoben sehen, um diese zu befähigen, den Serben effektiver zu widerstehen. Perry dachte, dass dies die Serben zu Angriffen provozieren werde und vielleicht die US-Bodentruppen zu einer Entscheidung zwingen werde. Im August 1995 erhob Clinton sein Veto gegen eine US-Gesetzgebung, die die Aufhebung des Embargos forderte. (Tatsächlich erhielten die bosnischen Muslime Waffen aus der Islamischen Republik Iran, aus Saudi-Arabien und anderen islamischen Quellen über Wien und Kroatien, nicht ohne Wissen der CIA.) Obwohl sie regelmäßig erklärt hatte, dass sie keine Bodentruppen nach Bosnien entsenden würden, drückte die US-Regierung 1994 derweil ihre Bereitschaft aus, Truppen zu entsenden, um die UN-Blauhelme zu retten, falls sie abgezogen würden. Als die bosnischen Serben über 3.000 Blauhelme als Geiseln nahmen, beschlossen die USA, Frankreich, Deutschland und Russland, eine größere und besser ausgestattete UN-Truppe mit einem „robusten Mandat“ zu entsenden.
Dem massiven Druck folgend, verfolgte die USA im November 1995 den Plan, eine Konferenz in Dayton, Ohio mit den Präsidenten von Serbien, Bosnien und Kroatien auszurichten, die eine zufriedenstellende Friedensvereinbarung erreichte, die Mitte Dezember in Paris unterzeichnet wurde. Dadurch wurde die Einstellung aller Feindseligkeiten erreicht, der Abzug von Kämpfern an spezifischen Fronten, die Errichtung von Trennungszonen und die Stationierung einer Peace Implementation Force (IFOR) in Bosnien. Der Nordatlantikrat hatte mit Perrys Beteiligung im September 1995 entschieden, eine NATO-geführte Truppe zur Implementierung jeder Friedensvereinbarung für Bosnien, die aus mindestens 60.000 inklusive 20.000 Mann aus den USA bestehen sollte. In einer Erklärung vor dem US-Kongress im November erläuterte Perry, warum US-Truppen nach Bosnien gehen sollten: Der Krieg bedroht vitale politische, ökonomische und Sicherheitsinteressen der USA in Europa; daraus ergab sich eine reale Chance, das Blutbad zu beenden. Die USA waren die einzigen Nation, die eine NATO-Truppe führen konnte, um den Frieden zu implementieren und die Risiken der USA, dem Krieg eine Fortsetzung zu ermöglichen, waren größer als die Risiken der geplanten Militäroperation.
Die ersten US-Truppen rückten Anfang Dezember 1995 nach Bosnien ein und gegen Ende Januar 1996 war das ganze Kontingent von 20.000 Mann stationiert. Obwohl Perry früher gesagt hatte, dass sie Bosnien innerhalb eines Jahres verlassen würden, ließ er bei einem längeren Aufenthalt im Juni 1996 durchblicken, dass sie bleiben würden, wenn die NATO entscheide, der Frieden in Bosnien halte ohne sie nicht. Der Verteidigungsminister stimmte einer Studie zu, die seitens der NATO-Verteidigungsminister im September 1996 eine Nachfolgetruppe für die IFOR vorschlugen. Schließlich im November 1996, nach den Präsidentschaftswahlen kündigte Clinton mit Perrys Unterstützung an, die USA würden ein Kontingent von 8.500 Mann der NATO für eine Nachfolgetruppe (SFOR) zur Verfügung stellen. Die US-Truppe wurde 1997 und 1998 geringfügig reduziert und im Juni 1998 komplett abgezogen.

#### Haitianische Krise
Perry erbte von Les Aspin auch das Problem Haiti, wo eine Militärjunta sich fortgesetzt weigerte, den von ihr abgesetzten, gewählten Präsidenten Jean-Bertrand Aristide wieder einzusetzen. Im Frühjahr 1994 setzte sich die Debatte in den USA fort, ob militärisch interveniert werden sollte, um den Militärmachthaber in Haiti, Raoul Cédras, abzusägen und Aristide wieder an die Macht zu bringen. Präsident Clinton sagte, dass die Vereinigten Staaten den Einsatz militärischer Gewalt nicht ausschließen würden und schlug vor, dass militärische Teams zum Zwecke der Ausbildung lokaler Sicherheits- und Polizeikräfte nach Haiti entsandt werden könnten. In der Zwischenzeit floh eine große Zahl von Flüchtlingen von Haiti auf Booten in der Hoffnung in den USA einreisen zu dürfen. Die meisten von ihnen wurden durch US-Schiffe auf hoher See abgefangen und auf die US-Marinebasis Guantanamo Bay auf Kuba gebracht.
Trotz des gesteigerten Drucks und der offenkundigen Vorbereitungen in den USA für eine Invasion Haitis weigerte sich die Junta sich zu ergeben. Am 19. September 1994, kurz nachdem der ehemalige Präsident Jimmy Carter eine Vereinbarung ausgehandelt hatte, entsandte die USA militärische Kräfte mit Zustimmung der UNO. Die faktischen Machthaber Haitis inklusive Cédras stimmten einem Rücktritt zum 15. Oktober zu, sodass Aristide wieder an die Macht in seinem Land zurückkehren konnte. Am Abend des 19. September waren 600 US-Truppen in Haiti. Ende März 1995 übernahm ein UN-Kommandeur die Leitung und die USA stellten 2.400 der 6.000 Mann starken UN-Truppe, die auf Haiti bis Februar 1996 bleiben sollte. Aufgrund des vorangegangenen Widerstandes zu Beginn war die erste Besorgnis der USA, nur die begrenzte Aufgabe zu erledigen und Verletzte in ihren Reihen zu vermeiden. Nach dem Abzug der US-Truppen wurde Aristides ordnungsgemäß gewählter Nachfolger im Februar 1996 in sein Amt eingeführt. Die US-Regierung konnte bis zu diesem Zeitpunkt die Operation Haiti als einen vollen Erfolg bezeichnen.

#### Nordkorea
Nordkorea stellte ein ernstes Problem für Perry dar, der die Politik der Regierung, das kommunistische Regime zur Überwachung seiner Nukleareinrichtungen durch die Internationale Atomenergie Agentur (IAEO) zu bewegen, unterstützte. Zwischen Februar und Oktober 1994 erhöhte die USA ihren Druck auf Nordkorea. Perry warnte im März, dass die USA nicht die Entwicklung eines Arsenals von Atomwaffen erlauben würden. Krieg stehe nicht unmittelbar bevor, sagte er, aber er deutete an, dass er militärische Vorbereitungen für einen möglichen Konflikt angeordnet hätte. Kurz danach erklärte Perry, dass die USA der UN wirtschaftliche Sanktionen vorschlagen würden, falls Nordkorea keine internationalen Inspektionen seiner geplanten Beendigung der Verwendung von Brennstäben eines Kernreaktors, die ausreichend Plutonium zur Produktion von vier oder fünf Kernwaffen erzeugen, zulassen würde. Nordkorea begann mit der Entfernung der Brennstäbe im Mai 1994, ohne der IAEO die Inspektionsmöglichkeiten zu garantieren und kündigte später seinen Austritt aus der IAEO an.
Am 21. Oktober 1994 unterzeichneten die USA und Nordkorea ein Übereinkommen nach langatmigen Verhandlungen in Genf, Schweiz, die vom ehemaligen Präsident Carter gefördert wurden. Die USA, Japan, Südkorea und Kanada versprachen Nordkorea mit zwei Leichtwasserreaktoren zu voraussichtlich 4 Mrd. US$ zu versorgen, um die existierenden oder teilweise errichteten Einrichtungen zu ersetzen, die Plutonium für Kernwaffen produzieren können. Nordkorea stimmte einer Öffnung seiner Einrichtungen für internationale Inspektionen zu und die USA versprachen die Handelsbeschränkungen aufzuheben und Brennstoffe für die Kraftwerke zu liefern. Perry betrachtete dieses Übereinkommen als besser als einen Krieg in Korea zu riskieren oder eine Fortsetzung von Nordkoreas Atomprogramm. Er versprach, den Kongress um Geld für den Aufbau von US-Truppen in Südkorea zu bitten, falls das Übereinkommen scheitern sollte. Wieder wurde eine kritische Situation abgemildert, aber die Implementierung des Abkommens erwies sich als schwierig. Am Ende von Perrys Amtszeit blieben einige Fragen unerledigt und die Spannungen zwischen den beiden koreanischen Staaten flackerten von Zeit zu Zeit auf.

#### Naher Osten
In der Region des Persischen Golfs machte der Irak mit periodisch provokativen Schritten durch Saddam Hussein Ärger und zog US-Militäraktionen auf sich. Nach dem Zweiten Golfkrieg 1991 organisierte die USA in Übereinstimmung mit einer US-Resolution eine Koalition, die die Flugverbotszonen im Irak nördlich des 36° und südlich des 32° Breitengrades überwachte. Bei einem tragischen Unfall im April 1994 schossen zwei Air-Force-F-15-Kampfflugzeuge, die in der nördlichen Flugverbotszone operierten, zwei Army-Hubschrauber ab, nachdem sie sie irrtümlich für irakische hielten. Dieser Zwischenfall mit seinem hohen Blutzoll beleuchtete dramatisch die Komplexität im Umgang mit dem Irak nach dem zweiten Golfkrieg 1991. Als im Oktober 1994 verschiedene irakische Elitedivisionen auf die kuwaitische Grenze zu zogen, mobilisierte die USA Boden-, Luft- und Seestreitkräfte in der Region, um der Bedrohung zu widerstehen. Perry warnte den Irak, dass die US-Streitkräfte Schritte unternähmen, falls der Irak seine Republikanischen Garden nicht nördlich des 32° Breitengrades zurückziehe. Danach verabschiedete der UN-Sicherheitsrat eine Resolution, die den Irak aufforderte, seine Truppen 250 km nördlich der kuwaitischen Grenze zurückzuziehen.
Die Streitkräfte der Islamischen Republik Iran verhielten sich ebenfalls aggressiv, als sie 6.000 Mann im März 1995 auf drei Inseln in der Mündung des Persischen Golfs landeten, die sowohl von der Islamischen Republik, wie von den Vereinigten Arabischen Emiraten beansprucht werden. Perry erklärte, dass die iranischen Operationen die Schifffahrt in der Straße von Hormus bedrohten, eine Wasserstraße auf der ein bedeutender Teil der Weltölproduktion transportiert wird. Die USA stärkte seinen Alliierten am Persisch-Arabischen Golf den Rücken durch Erhöhung ihrer Selbstverteidigungskapazität und durch Gebrauch ihrer kollektiven Stärke im Golf-Kooperationsrat. Nach Perrys Urteil war die Entschlossenheit der USA, eine starke regionale Verteidigungskapazität mit Luftwaffe und Kriegsschiffen in der Region, bereitgestellter Ausrüstung, existierenden Operationsplänen und Zugangsabkommen mit den Golfpartnern von größter Wichtigkeit.
Erneute provokative Maßnahmen des Iraks zwangen die USA zu mächtigen Aktionen. Als Saddam Hussein im September 1996 durch die Entsendung von 40.000 Mann auf eine der beiden Seiten der rivalisierenden kurdischen Fraktionen im Nordirak intervenierte, demonstrierte er, dass er entgegen der amerikanischen Warnung seine Militärmacht nutzte. Perry erklärte, dass, auch wenn keine signifikanten US-Interessen bei diesem fraktionellen Konflikt berührt seien, die Stabilität der Region als Ganzes für die US-Sicherheit von vitaler Bedeutung seien und deshalb US-Reaktionen nach sich ziehen würden. Am 2. und 3. September griffen US-Kampfflugzeuge irakische Luftabwehrraketenstellungen (SAM) und die Luftverteidigungskontrolle im Süden an, weil wie Perry erläuterte, die USA eine prinzipielle Bedrohung des Irak gegen Kuwait sahen.
Ein weiterer tragischer Zwischenfall am 25. Juni 1996 deckte die steigenden Spannungen im Nahen Osten und die Gefahren auf, die mit der US-Militärpräsenz verbunden sind. Terroristen brachten einen LKW am Khobar Towers Apartment Komplex zur Explosion, in dem US-Militär in Dhahran, Saudi-Arabien, wohnten, wodurch 19 Personen getötet und 500 verwundet wurden. Ein von Perry eingesetztes Untersuchungsgremium empfahl im September 1996 eine Vielzahl von Maßnahmen zur Abschreckung, Verhütung oder Entschärfung der Wirkungen zukünftiger terroristischer Angriffe auf US-Personal in Übersee und das eine einzelne Einheit des Verteidigungsministeriums die Verantwortung für den Schutz der Truppe hat. Das Gremium fand heraus, dass die angegriffene Einheit in Dhahran nicht jede mögliche Vorsichtsmaßnahme an den Khobar Towers ergriffen hatte. Dann verlegte das Verteidigungsministerium die Einheiten von Dhahran an abgelegenere Orte in Saudi-Arabien, um einen besseren Schutz zu bieten.

#### Somalia-Konflikt

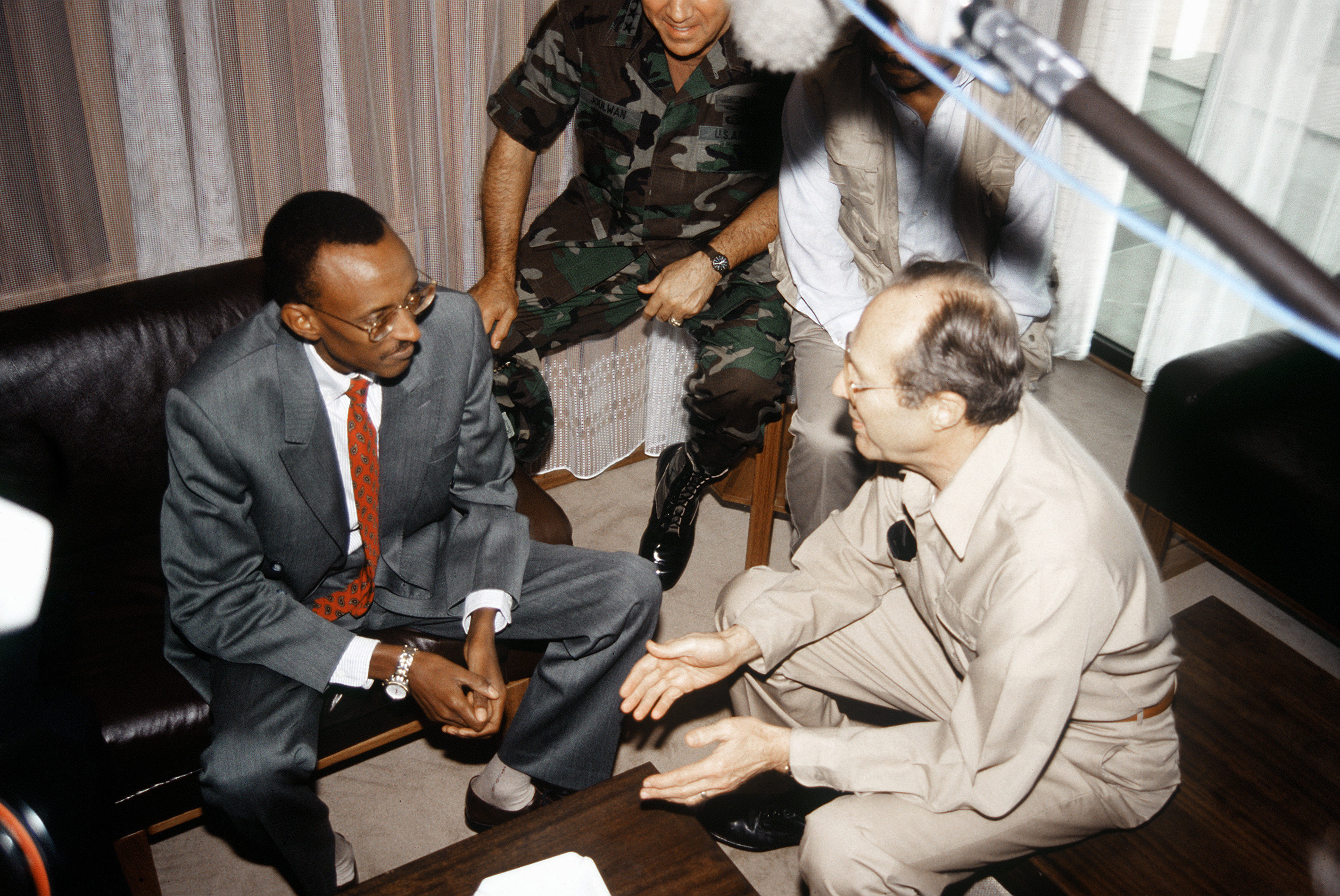
William Perry im Gespräch mit dem Vizepräsidenten von Ruanda, Paul Kagame (1994)

Während Les Aspins Amtszeit endete 1994 das US-Engagement in Somalia. Unter dem Schutz von US-Marines auf Kriegsschiffen vor der Küste verließen die US-Streitkräfte Somalia Ende März, innerhalb einer von Präsident Clinton vorher gesetzten Frist. Später, im Februar 1995 unterstützten mehr als 7.000 US-Soldaten die verbliebenen UN-Peacekeeper beim Abzug mit ihren Waffen von Somalia in einer ausgesprochen erfolgreichen Operation. Bei einer anderen Mission in Afrika 1994 engagierten sich die USA in einer humanitären Anstrengung in Ruanda. Ein Bürgerkrieg zwischen zwei rivalisierenden ethnischen Gruppen, den Hutu und den Tutsi mündete in einer breiten Spur von Tod und Zerstörung und der Flucht Hunderttausender von Flüchtlingen von Ruanda in die Nachbarländer einschließlich Zaire. Obwohl nicht Teil der UN-friedenserhaltenden Operation in Ruanda verteilten die USA humanitäre Hilfe in Form aufbereiteten Trinkwassers, Medizin, Sanitätsstationen und anderem. Im Juli entsandte das Pentagon Flugzeuge und ca. 3.000 Truppen, die meisten von ihnen nach Zaire. Die US-Streitkräfte nahmen den Flughafen von Kigali, der Hauptstadt von Ruanda, unter Kontrolle und reparierten ihn, um Hilfe bei der Verteilung von Nahrungsmittel, Medizin und andere Versorgungsgüter zu leisten.

### Erfolge und Rücktritt
Perry nahm natürlich eine schwere Last während seiner Amtszeit als Verteidigungsminister zwischen 1994 und 1997 auf sich. Die Einstellung des Haushalts, die Verkleinerung des Militärs und die Ausführung humanitärer, militärischer und friedenserhaltender Maßnahmen verschafften ihm eine volle Tagesordnung. Dennoch waren es berauschende drei Jahre. Im Januar 1996 sprach er über seine Erfahrungen während des zurückliegenden Jahres, von denen er niemals gedacht hätte, dass ein Verteidigungsminister daran beteiligt sei. An der Spitze dieser Liste stand die friedenserhaltende Mission einer russischen Brigade in einer US-Division, wovon er sich selbst überzeugen konnte.
Die übrigen:
- Dayton, Ohio, wurde Synonym für den Frieden auf dem Balkan,
- dem russischen Verteidigungsminister bei der Sprengung eines Minuteman-Raketensilos in Missouri helfen,
- bei einer gemeinsamen Übung amerikanischer und russischer Truppen in Kansas zuschauen,
- Empfang früherer Warschauer Pakt-Truppen in Louisiana,
- Leitung einer Schule in Garmisch-Partenkirchen, Deutschland, wo frühere sowjetische und osteuropäische Offiziere in Demokratie, Haushalt und als Zeuge vor einem Parlament auszusagen, unterrichtet werden,
- Tagesbetreuung für Kinder,
- Abbau militärischer Spezifikationssysteme für die Beschaffung,
- Abschneiden eines Schweineohres in Kasachstan und
- Essen einer mandschurischen Kröte in China. Diese Dinge demonstrieren, „wie sehr die Welt sich geändert hat, wie sich unsere Sicherheit geändert hat, wie sich das Verteidigungsministerium geändert hat und wie sehr sich mein Amt geändert hat“ sagte Perry.

Kurz nach der Wiederwahl von Präsident Clinton im November 1996 machte Perry seine Entscheidung bekannt als Verteidigungsminister zurückzutreten. Er sprach über seine wachsende Frustration über die Zusammenarbeit mit einem parteiischen Kongress, der dem Militärestablishment schade und dass er nicht glaubt, dass die Wahlergebnisse der Kongresswahlen 1996 die Parteinahme des Kongresses reduzieren werde. Später erklärte er, dass seine Rücktrittsentscheidung „zu einem großen Teil der konstanten Belastung der Entsendung von US-Soldaten in lebensbedrohliche Missionen geschuldet“ gewesen sei.
Als er das Pentagon verließ, listete Perry auf, was er für seine größten Erfolge hielt:
- Aufbau einer effektiven Arbeitsbeziehung mit US-Militärchefs,
- Einführung bedeutender Beschaffungsreformen,
- Entwicklung enger Beziehungen mit ausländischen Verteidigungsministern,
- effektiver Einsatz militärischer Stärke und Ressourcen in Bosnien, Haiti, Korea und der Region des Persisch-Arabischen Golfs,
- dramatische Reduzierung des nuklearen Erbes des Kalten Krieges und
- Voranbringen der Partnerschaft für den Frieden innerhalb der NATO.

Seine Enttäuschungen schlossen
- das Nichterreichen der russischen Ratifizierung des START-II-Vertrages,
- die Langsamkeit bei der Sicherung der Haushaltssteigerungen für Waffensystemmodernisierung und
- die fehlerhaften Auffassung des Golfkriegskrankheitssyndroms, die bei einigen Medien und in großen Teilen der Öffentlichkeit bestand.

Bei einer Zeremonie im Januar 1997 erwähnte der Vier-Sterne-General Shalikashvili die Beziehung des scheidenden Verteidigungsministers zur Truppe. Shalikashvili sagte: „Sicher war Bill Perry der Verteidigungsminister der GIs. Gefragt nach seinen größten Erfolgen als Verteidigungsminister erwähnte Bill Perry nicht eine Operation oder ein Waffensystem. Er sagte, dass sein größter Erfolg sein sehr starkes Band zu unseren Männern und Frauen in Uniform sei.“
Perrys erfolgreiche Karriere im Verteidigungsministerium umspannte acht Jahre tiefer Veränderungen – vier Jahre als Staatssekretär für Forschung und Entwicklung zwischen 1977 und 1981, ein Jahr als Stellvertretender Verteidigungsminister von 1993 bis 1994 und drei Jahre als Verteidigungsminister.

## Spätere Karriere
Nachdem Perry das Pentagon verlassen hatte, kehrte er nach San Francisco zum Vorstand von Hambrecht & Quist als Seniorberater zurück. Er kehrte auch zur Fakultät an der Stanford-Universität zurück, wo er Professor am Stanford Institute für Internationale Studien wurde.

## Ehrungen
Am 14. Januar 1997 überreichte Präsident Clinton Perry die Freiheitsmedaille („The Presidential Medal of Freedom“), die höchste zivile Auszeichnung in den USA.
- 1998: Order of the British Empire (Knight Commander)
- 2002: Orden der Aufgehenden Sonne, Großkreuz
- Frankreich: Ordre national du Mérite Grand Officer
- 1998: Großorden des Königs Dmitar Zvonimir mit Schärpe und Morgenstern[1]
- 1996: Verdienstorden der Republik Polen[2]

## Werke
- My Journey at the Nuclear Brink. Stanford University Press, Palo Alto 2015, ISBN 978-0-8047-9712-2.